# Sjoukje Akkerman
Sjoukje Akkerman (Gorredijk, 21 oktober 1947) is een Nederlandse onderwijzeres en politica voor de Partij van de Arbeid.

## Levensloop
Sjoukje Akkerman studeerde aan de Pedagogische academie voor het basisonderwijs te Drachten. Ze begon haar carrière als onderwijzeres te Marum. Van 1972 tot 1976 was ze onderwijsbegeleidster van een jongenstehuis. Daarna was ze projectmedewerker van de Stichting Banenplan te Smallingerland. Van 11 juni 1991 tot 17 mei 1994 was ze lid van de Tweede Kamer der Staten-Generaal. In de Tweede Kamer hield ze zich voornamelijk bezig met waterstaat, milieu en fraudebestrijding. Ze was daarna tot 2014 werkzaam als lid van de gemeenteraad van Smallingerland en ze is onderwijzeres aan een Montessorischool te Drachten.
- Parlement.com: vg09llpdhhzy